# Imogen Simmonds
Imogen Simmonds (* 8. März 1993 in Hongkong) ist eine britisch-schweizerische Triathletin und Europameisterin auf der Ironman-Distanz (2019). Sie wird geführt in der Bestenliste Schweizer Triathletinnen auf der Ironman-Distanz.

## Werdegang
Imogen Simmonds ist britisch-schweizerische Doppelbürgerin. Sie wuchs die ersten neun Lebensjahre in Hongkong auf und ging als Zehnjährige bei ihrem ersten Triathlon an den Start.
Sie startete im Triathlon bis 2015 für das Vereinigte Königreich. 2014 wurde sie in Kanada Dritte bei der Triathlon-Weltmeisterschaft auf der Sprintdistanz in der Altersklasse 20–24.
Sie wurde bis Mitte 2020 von Jürgen Zäck trainiert. Seither wird Imogen Simmonds vom Schweizer Triathloncoach Reto Brändli betreut. 2016 wurde Simmonds auf der Triathlon-Mitteldistanz (1,9 km Schwimmen, 90 km Radfahren und 21,1 km Laufen) Ironman 70.3 Weltmeisterin in der Altersklasse 18–24. Seit 2017 startet sie als Profiathletin und im November 2018 gewann sie in China den Ironman 70.3 Xiamen.

### Siegerin Ironman European Championships 2019
In der Saison 2019 wurde sie im Langdistanzkader Swiss Triathlon aufgestellt. Im Juni 2019 wurde sie hinter der US-Amerikanerin Skye Moench Zweite beim Ironman Germany und damit auch Siegerin der Ironman European Championships. Imogen Simmonds qualifizierte sich für einen Startplatz beim Ironman Hawaii (Ironman World Championships), wo sie im Oktober den zwölften Rang belegte. Im September wurde sie Dritte bei den Ironman 70.3 World Championships in Nizza. In Thailand gewann sie im November auf der Kurzdistanz den Laguna Phuket Triathlon.
Im Februar 2020 konnte die damals 26-Jährige den Ironman 70.3 Dubai mit neuem Streckenrekord gewinnen und damit zum vierten Mal ein Ironman-70.3-Rennen für sich entscheiden. Im März 2021 wurde sie im Ironman 70.3 Dubai Zweite hinter Daniela Ryf und im Mai wurde sie Zweite bei der Erstaustragung der Challenge St. Pölten.
Im August 2021 wurde sie Dritte bei der Erstaustragung des Ironman Finland und damit zugleich Zweite der Ironman European Championships.
Im Juli 2023 gewann die 30-Jährige auf der Mitteldistanz die Challenge Walchsee-Kaiserwinkl und stellte mit 4:13:42 h einen neuen Streckenrekord auf.
Im August wurde sie Dritte bei den Ironman 70.3 World Championships im finnischen Lahti hinter Taylor Knibb und Katrina Matthews.

### Dopingvorwurf 2024
Im Dezember 2024 wurde Imogen positiv auf den verbotenen Metabolit Ligandrol getestet, die Substanz fördert den Muskelaufbau und die Knochendichte. Gemäss Angaben von Imogen sei sie wenige Tage zuvor und danach noch negativ getestet worden. Weiter gab sie an, dass ihr Partner ohne ihr Wissen die Substanz eingenommen hatte und die Substanz durch den «Austausch von Körperflüssigkeiten» in ihren eigenen Körper gelangen sein soll.
Imogen Simmonds lebt in Genf.

## Sportliche Erfolge
| Datum/Jahr    | Rang | Wettbewerb                                             | Austragungsort | Zeit     | Bemerkung                                        |
| ------------- | ---- | ------------------------------------------------------ | -------------- | -------- | ------------------------------------------------ |
| 20. Sep. 2020 | 2    | Stadtwerke Ratingen Triathlon                          | Ratingen       | 01:53:10 | 1 km Schwimmen, 40 km Radfahren und 10 km Laufen |
| 24. Nov. 2019 | 1    | Laguna Phuket Triathlon                                | Phuket         | 02:33:14 | Streckenrekord                                   |
| 28. Juli 2018 | 2    | 5150 Zurich                                            | Zürich         | 02:02:53 | hinter Daniela Ryf                               |
| 19. Nov. 2017 | 2    | Laguna Phuket Triathlon                                | Phuket         | 02:41:47 | [ 14 ]                                           |
| 18. Sep. 2015 | 5    | ITU Triathlon World Championship 20–24                 | Chicago        | 02:14:03 | Triathlon-Weltmeisterschaft                      |
| 11. Juli 2015 | 2    | ETU Triathlon European Championship 20–24              | Genf           | 01:13:15 | Triathlon-Europameisterschaft Sprintdistanz      |
| 29. Aug. 2014 | 3    | ITU Sprint Distance Triathlon World Championship 20–24 | Edmonton       | 01:12:01 | Triathlon-Weltmeisterschaft                      |
| 10. Aug. 2014 | 2    | Nyon Triathlon                                         | Nyon           | 02:33:06 | Olympische Distanz                               |

| Datum/Jahr    | Rang | Wettbewerb                             | Austragungsort  | Zeit     | Bemerkung |
| ------------- | ---- | -------------------------------------- | --------------- | -------- | --- |
| 14. Dez. 2024 | 4    | Ironman 70.3 World Championships       | Taupō           | 04:05:12 | Ironman 70.3 World Championships 2024                                                                                |
| 28. Sep. 2024 | 7    | T100 Ibiza                             | Ibiza           | 03:38:14 | |
| 27. Juli 2024 | 2    | T100 London                            | London          | 03:39:11 | 2 km Schwimmen, 80 km Radfahren und 18 km Laufen                                                                     |
| 8. Juni 2024  | 4    | T100 Alcatraz                          | San Francisco   | 03:47:22 | im Rahmen des Escape from Alcatraz Triathlon (2 km Schwimmen, 80 km Radfahren und 18 km Laufen); hinter Taylor Knibb |
| 14. Apr. 2024 | 17   | T100 Singapore                         | Singapur        | 04:13:18 | 2 km Schwimmen, 80 km Radfahren und 18 km Laufen                                                                     |
| 14. Okt. 2023 | 1    | Challenge Peguera-Mallorca             | Peguera         | 04:21:08 | auf Mallorca |
| 27. Aug. 2023 | 3    | Ironman 70.3 World Championships       | Lahti           | 03:57:56 | hinter Taylor Knibb und Katrina Matthews                                                                             |
| 2. Juli 2023  | 1    | Challenge Walchsee-Kaiserwinkl         | Walchsee        |          | |
| 7. Aug. 2021  | 1    | Ironman 70.3 Gdynia                    | Gdynia          | 04:07:38 | |
| 16. Okt. 2021 | 2    | Challenge Peguera-Mallorca             | Peguera         | 04:15:58 | |
| 21. Sep. 2021 | 1    | Ironman 70.3 Pays d’Aix France         | Aix-en-Provence | 04:22:55 | |
| 30. Mai 2021  | 2    | Challenge St. Pölten                   | St. Pölten      | 04:20:31 | hinter Anne Haug |
| 12. März 2021 | 2    | Ironman 70.3 Dubai                     | Dubai           | 04:02:02 | |
| 7. Feb. 2020  | 1    | Ironman 70.3 Dubai                     | Dubai           | 03:58:37 | mit neuem Streckenrekord und persönlicher Bestzeit Mitteldistanz                                                     |
| 7. Sep. 2019  | 3    | Ironman 70.3 World Championships       | Nizza           | 04:28:10 | Weltmeisterschaft |
| 16. Juni 2019 | 1    | Ironman 70.3 Luxembourg                | Remich          | 04:11:30 | |
| 18. Nov. 2018 | 1    | Ironman 70.3 Xiamen                    | Xiamen          | 04:12:41 | |
| 21. Okt. 2018 | 2    | Ironman 70.3 Shanghai                  | Shanghai        |          | bei der Erstaustragung hinter Caroline Steffen                                                                       |
| 1. Sep. 2018  | 6    | Ironman 70.3 World Championships       | Port Elizabeth  | 04:14:39 | [ 18 ] |
| 10. Juni 2018 | 2    | Ironman 70.3 Switzerland               | Rapperswil-Jona | 04:16:01 | hinter Daniela Ryf                                                                                                   |
| 14. Apr. 2018 | 2    | Ironman 70.3 Liuzhou                   | Liuzhou         | 04:20:01 | hinter Agnieszka Jerzyk                                                                                              |
| 25. Nov. 2017 | 1    | Ironman 70.3 Thailand                  | Ko Phuket       | 04:16:49 | |
| 12. Nov. 2017 | 2    | Ironman 70.3 Xiamen                    | Xiamen          | 04:14:34 | hinter Eimear Nicholls                                                                                               |
| 27. Nov. 2016 | 2    | Ironman 70.3 Thailand                  | Ko Phuket       | 04:22:08 | |
| 4. Sep. 2016  | 1    | Ironman 70.3 World Championship F18–24 | Mooloolaba      | 04:39:38 | Ironman 70.3 Weltmeisterin der Altersklasse 18–24                                                                    |
| 3. Mai 2015   | 13   | Ironman 70.3 Pays d’Aix France         | Aix-en-Provence | 04:59:44 | Siegerin der Altersklasse 20–24                                                                                      |

| Datum/Jahr    | Rang | Wettbewerb           | Austragungsort    | Zeit     | Bemerkung                                                                                     |
| ------------- | ---- | -------------------- | ----------------- | -------- | --------------------------------------------------------------------------------------------- |
| 21. Nov. 2021 | 5    | Ironman South Africa | Port Elizabeth    | 08:58:31 | verkürzte Schwimmdistanz auf 1,9 km                                                           |
| 6. Nov. 2021  | 6    | Ironman Florida      | Panama City       | 09:16:44 |                                                                                               |
| 14. Aug. 2021 | 3    | Ironman Finland      | Kuopio            | 09:02:52 | Dritte bei der Erstaustragung; Zweite der Ironman European Championships                      |
| 12. Okt. 2019 | 12   | Ironman Hawaii       | Hawaii            | 09:13:20 |                                                                                               |
| 30. Juni 2019 | 2    | Ironman Germany      | Frankfurt am Main | 09:26:01 | Zweite hinter der US-Amerikanerin Skye Moench und Siegerin der Ironman European Championships |

| Datum/Jahr    | Rang | Wettbewerb                                      | Austragungsort | Zeit     | Bemerkung                                      |
| ------------- | ---- | ----------------------------------------------- | -------------- | -------- | ---------------------------------------------- |
| 29. März 2015 | 3    | GBR Sprint Duathlon National Championship 20–24 | Corby          | 02:22:10 | Triathlon-Weltmeisterschaft Altersklasse 20–24 |
| Feb. 2015     | 1    | Gravesend Winter Duathlon                       | Gravesend      |          |                                                |
| Nov. 2014     | 1    | Hillingdon Autumn Duathlon                      | Hillingdon     |          |                                                |

(DNF – Did Not Finish)